# Tunnel Lohmeberg
Der Tunnel Lohmeberg ist ein 688 m langer Eisenbahntunnel der Neubaustrecke Ebensfeld–Erfurt im Bereich dem thüringischen Gehren. Er ist Teil einer Kette von Tunneln, in denen die Strecke vom Scheitelpunkt der Strecke im Thüringer Wald zum Ilmtal bei Ilmenau abfällt.
Das Bauwerk unterquert, mit einer Überdeckung von bis zu 60 m, den Lohmeberg mit verschiedenen Forstflächen und trägt daher seinen Namen.

## Lage und Verlauf
Die Gradiente fällt nach Norden hin durchgehend ab. Das Bauwerk liegt zwischen den Streckenkilometern 149,538 und 150,226.
Nördlich schließt sich, nach einem kurzen oberirdischen Abschnitt mit drei kurzen Brücken, der Tunnel Tragberg, südlich die Schobsetalbrücke und der Tunnel Brandkopf an das Bauwerk an.
Am nördlichen Portal befindet sich eine Wetterstation.

## Geschichte
Das Bauwerk ist Teil des Bauabschnitts Nördlicher Thüringer Wald, zu dem auch der Tunnel Brandkopf, die Wohlrosetalbrücke und die Schobsetalbrücke gehören. Die Errichtung des 2,8 km langen Bauabschnitts wurde Ende Mai 2009 an eine Arbeitsgemeinschaft der Unternehmen Arbeitsgemeinschaft Bilfinger Berger Ingenieurbau, Max Bögl und Wayss & Freytag Ingenieurbau vergeben.
Mit dem Ausbruchsmaterial wurde das im Schobsegrund 2,8 Kilometer westlich liegende Tagebaurestloch Thiemtal (50° 38′ 48″ N, 10° 56′ 27″ O) verfüllt, in dem zuvor Fluorit gewonnen wurde.
Das Bauwerk wurde am 17. Mai 2011 als zehnter der 14 Tunnel der Neubaustrecke in Thüringen durchgeschlagen.
Als Tunnelpatin fungierte Marion Eich-Born.